# IFK Lidingö Friidrott
IFK Lidingö Friidrott började som en sektion inom IFK Lidingö. Föreningen bildades 1932 och redan då var friidrottssektionen en av de viktigaste. 
1985 ombildades flera av IFK Lidingös sektioner för att bilda separata klubbar. Namnet för friidrottsklubben blev nu IFK Lidingö Friidrottsklubb.
Klubben har en lång, stolt historia och har haft landslagsrepresentanter och SM-medaljörer i de flesta grenarna.
Lidingövallen har varit klubbens hemmaarena ända sedan den stod klar 1936.
Några kända friidrottare som har representerat IFK Lidingö:
- Lars "Lidingö-Lasse" Larsson (hinderlöpare på 1930-talet)
- Sten Jonsson (medeldistansare på 1960-talet)
- Tommy Holmestrand (medeldistansare på 1960-talet)
- Anders Gärderud (medeldistansare på 1960-talet, senare olympisk mästare på 3 000 meter hinder i Montréal 1976)
- Ulf Högberg (medeldistansare på 1970-talet)
- Ludmila Engquist (häcklöpare på 1990-talet, OS-guld och VM-guld)
- Susanne Lorentzon (höjdhoppare på 1990-talet)
- Martin Enholm (medeldistansare på 1980-90-talet)
- Mattias Sunneborn (längdhoppare på 2000-talet)
- Nadja Casadei (mångkampare på 2000-talet]

Lidingöloppet, Blodomloppet, Lidingö-OS och Löplabbet Games är klubbens viktigaste arrangemang.